# Mazda R130
A Mazda R130 modell egy kis darabszámban gyártott keménytetős kupé, melyet Wankel-motor hajtott. 1969 – 1972-ig gyártották.
Az R130 modell műszaki szempontból a Mazda 1500 / Mazda 1800 modell (Japánban Mazda Luce néven forgalmazták) limuzinra épült, ugyanakkor a hajtásról egy kéttárcsás, Wankel-motor gondoskodott. Teljesítménye 93 kW, 126 lóerő.
Az R130 Európában nem került forgalmazásra.